# Brøns Kirke
Brøns Kirke, 15 km S for Ribe.
Den anselige kirke består af romansk apsis, kor og skib samt sengotisk tårn af Tørninglen-type. Apsis og kor opførtes o. 1200 af tufsten. Apsis har en smuk blændingsdekoration på 5 felter mellem lisener og halvsøjler. 3 felter har (nu blændede) vinduer med småsøjler i de udvendige karme. På korets nordside en lukket præstedør. Skibets kor og korets nordmur har bevaret murdekorationerne (en blænding, lisener, rundbuefrise). Tagrytteren blev fornyet 1651, men hører formentlig til det oprindelige anlæg. Alt tagværk er oprindeligt.
I et vindue i skibet er 1931 indsat et glasmaleri af Johan Thomas Skovgaard. På skibets nordvæg kalkmalerier fra o. 1530, restaureret 1907: Skt. Christoffer og Jesusbarnet, Kristus ' i persekarret (skal illustrere, hvordan menneskets synder tynger ham), Skt. Jørgen og dragen, »pavebullen« og »himmelborgen«, der begge er lutheranske indlæg i striden om kirkens reform, samt en helgeninde og en passionsfrise.
Korbue og triumfvæg er dekoreret af A. Wilckens.
Senrenæssance altertavle med oprindelige malerier. På pulpituret 12 apostelfigurer fra en sengotisk fløjaltertavle og et orgel fra 1699 (senere ombygget).
I koret et monstransskab fra o. 1300.
Romansk granitfont med 5 mandshoveder.
Dåbshimmel fra 1651.
På en nyere bjælke i triumfbuen en stor krucifiksgruppe fra slutningen af 15. årh.
Enkel renæssance prædikestol.
Lukkede stolestader fra 1730.
Senmiddelalderlig kirkekiste og pansret pengeblok fra 17. årh. To bruskbarokke epitafier, en romansk gravsten (i tårnrummet) og ca. 20 gravsten fra 16.-18. årh.
Kirken restaureret 1961 ved arkitekt R. Graae.
- Alter
- Orgel
- Prædikestol
- krucifiksgruppe
- Døbefont
- Loftsdekoration

## Eksterne kilder og henvisninger
- Wikimedia Commons har flere filer relateret til Brøns Kirke
- Brøns Kirke Arkiveret 31. januar 2011 hos  Wayback Machine hos nordenskirker.dk
- Brøns Kirke hos KortTilKirken.dk
- Brøns Kirke i bogværket Danmarks Kirker (udg. af Nationalmuseet)